# 1986 في نيجيريا
فيما يلي قوائم الأحداث التي وقعت خلال عام 1986 في نيجيريا.

## سياسة

### انتهاء فترة المنصب
- 1 يناير – ديفيد مارك Governor of Niger State ‏.

## مواليد

### يناير
- 9 يناير – رشيد الابي لاعب كرة قدم نيجيري.

### مارس
- 28 مارس – إدواردو اوفيرا لاعب كرة قدم نيجيري.

### أبريل
- 3 أبريل – ايمانويل ماثياس لاعب كرة قدم توغولي.
- 16 أبريل – جون ايبيه لاعب كرة قدم نيجيري.
- 24 أبريل – سامسون اوبواكبو سباح نيجيري.

### مايو
- 2 مايو – ساني كايتا لاعب كرة قدم نيجيري.
- 9 مايو – عابدين ايخينا لاعب كرة قدم نيجيري.
- 10 مايو – دفيد سالومون ابو لاعب كرة قدم نيجيري.
- 13 مايو – ويل شارب لاعب دوري رغبي نيجيري.
- 16 مايو – أوتشي كالو لاعب كرة قدم نيجيري.
- 21 مايو – ديكسون نواكايمي لاعب كرة قدم نيجيري.

### يونيو
- 1 يونيو – تشينيدو أوباسي لاعب كرة قدم نيجيري.
- 6 يونيو – اوساريمين ايباوا لاعب كرة قدم نيجيري.
- 10 يونيو – يوسف إبراهيم لاعب كرة قدم نيجيري.
- 24 يونيو – أوتشي أغبا لاعب كرة قدم نيجيري.
- 26 يونيو – أولادامولا أوسايومي

### يوليو
- 16 يوليو – تشيغوزي إدوجي لاعب كرة قدم بلغاري.
- 31 يوليو – يونومي موساكو

### أغسطس
- 3 أغسطس – دانيال أكبيي لاعب كرة قدم نيجيري.
- 24 أغسطس – جوزيف أكبالا لاعب كرة قدم نيجيري.

### سبتمبر
- 5 سبتمبر – رانتي مارتينز لاعب كرة قدم نيجيري.

### أكتوبر
- 8 أكتوبر – شين لوال لاعب كرة سلة نيجيري.
- 30 أكتوبر – أيس برنس مغن مؤلف نيجيري.

### نوفمبر
- 1 نوفمبر – إيفوسا إيغواكون لاعب كرة قدم نيجيري.
- 12 نوفمبر – نيدوم أونوها لاعب كرة قدم إنجليزي.
- 27 نوفمبر – إديسون جوزيف لاعب كرة قدم نيجيري.

### ديسمبر
- 11 ديسمبر – برنارد اوكوروانتا لاعب كرة قدم نيجيري.
- 14 ديسمبر – هالي
- 22 ديسمبر – عمر فاروق عبد المطلب
- 30 ديسمبر – أونيكاتشي أبام لاعب كرة قدم نيجيري.

## وفيات

### سبتمبر
- 30 سبتمبر – بروستر هيوز (مواليد 1912)